# Nishinomiya
Nishinomiya (japanska: 西宮市?, Nishinomiya-shi) är en hamnstad vid Osakabukten i Hyōgo prefektur, Japan, mellan städerna Osaka (i öster) och Kobe (i väster). Staden bildades 1925 och har sedan 2008
status som kärnstad (japanska: 中核市?, Chūkakushi) enligt lagen om lokalt självstyre.
Staden är mest känd för basebollarenan Hanshin Koshien Stadium, där Japans årliga gymnasiebasebollturnering hålls. I staden finns också Kwansei Gakuin-universitetet, ett privat universitet grundat av amerikanska missionärer på 1800-talet.
Staden ligger vid järnvägslinjen Tokaidolinjen.

## Nishinomiya i populärkulturen
Staden med omgivningar, anno 1945, figurerar i boken och filmen Eldflugornas grav.